# Marian Döhler
Marian Döhler (* 26. Februar 1957 in Berlin) ist ein deutscher Politikwissenschaftler.
Marian Döhler studierte von 1979 bis 1984 Politikwissenschaft, Soziologie und Verwaltungswissenschaft an der FU Berlin und der Universität Konstanz. In Konstanz war er von 1985 bis 1987 als Mitarbeiter tätig. 1990 promovierte er dort. Als wissenschaftlicher Angestellter war er von 1987 bis 1989 am Wissenschaftszentrum Berlin und von 1989 bis 1993 am Max-Planck-Institut für Gesellschaftsforschung in Köln tätig. Döhler war im Zeitraum von 1993 bis 2000 wissenschaftlicher Assistent und Lehrbeauftragter an der Universität Potsdam. In den Jahren 2004/05 war er Vertretungsprofessor an der Humboldt-Universität zu Berlin. Im Jahr 2005 erfolgte seine Habilitation für Politik- und Verwaltungswissenschaft in Potsdam. Von 2006 bis 2008 lehrte Döhler als Professor für Politikwissenschaft an der FernUniversität Hagen. Seit April 2008 ist er Professor für Politikwissenschaft an der Universität Hannover. Seit Mai 2017 ist Döhler dort Dekan der Philosophischen Fakultät. Weiterhin ist er seit Mai 2011 geschäftsführender Herausgeber der interdisziplinären Fachzeitschrift der moderne staat.  
Seine Arbeitsschwerpunkte sind die Verwaltungswissenschaft, die Politikfeldforschung, die Regierungsorganisation, die Verwaltungstheorie und -vergleich. 

## Schriften
- Die politische Steuerung der Verwaltung. Eine empirische Studie über politisch-administrative Interaktionen auf der Bundesebene (= Staatslehre und politische Verwaltung. Bd. 11). Nomos, Baden-Baden 2007, ISBN 3-8329-2768-9.
- Die Regulierung von Professionsgrenzen. Struktur und Entwicklungsdynamik von Gesundheitsberufen im internationalen Vergleich (= Schriften aus dem Max-Planck-Institut für Gesellschaftsforschung Köln. Bd. 30). Campus-Verlag, Frankfurt am Main u. a. 1997, ISBN 3-593-35735-6.
- Strukturbildung von Politikfeldern. Das Beispiel bundesdeutscher Gesundheitspolitik seit den fünfziger Jahren. Opladen 1997, ISBN 3-8100-1865-1.
- Gesundheitspolitik nach der „Wende“. Policy-Netzwerke und ordnungspolitischer Strategiewechsel in Großbritannien, den USA und der Bundesrepublik Deutschland. Ed. Sigma Bohn, Berlin 1990, ISBN 3-89404-102-1.